# Matematický korespondenční seminář
Matematický korespondenční seminář (MKS), neoficiálně také Pražský Seminář (PraSe), je celoroční matematická soutěž pro studenty prvních až čtvrtých ročníků středních škol, kterou zaštiťuje Matematicko-fyzikální fakulta Univerzity Karlovy. Soutěž je organizována studenty bakalářského a magisterského studia MFF. Probíhá již od roku 1981. Každý rok startuje počátkem října a běží až do května. Jejím cílem je nalákat zájemce o matematiku pro studium na MFF, ale také zlepšit matematické dovednosti řešitelů-středoškoláků a cvičit nejlepší české mladé matematiky. 

## Chod semináře
Z názvu je patrná hlavní náplň soutěže - na počátku roku řešitel dostane obálku se zadáními a ty (ne nutně všechny) vyřeší, sepíše a odešle do určitého data ať už v elektronické, nebo papírové podobě zpátky organizátorům soutěže. Úlohy jsou řazeny podle obtížnosti a série obsahuje několik jednoduchých, pár středně obtížných a jednu velice obtížnou úlohu. Organizátoři zaslaná řešení vyhodnotí, obodují a s komentářem odešlou zpět řešiteli. Podle počtu bodů, které řešitelé získali, se sestaví výsledková listina. Do hodnocení se počítá pouze 5 nejlepších úloh. Řešitelé jsou zvýhodňováni, popř. znevýhodňováni podle toho, v jakém jsou ročníku, kolik již v minulosti získali bodů a také podle typu třídy, kterou navštěvují (se zaměřením na matematiku či fyziku). Seminář je rozdělen na dvě poloviny. V každém pololetí jsou řešitelům zaslány čtyři série. Každá série je věnována nějakému matematickému tématu a poslední jarní série je věnována těžším příkladům z předešlých sedmi sérií. Témata se zabývají hlavně středoškolskou matematikou, jako je kombinatorika, teorie čísel nebo geometrie. Během roku řešitelé třikrát dostanou ještě tzv. seriál, což je rozšiřující matematický text zaměřený na konkrétní téma a několik úloh k němu, které tvoří další tři série.
MKS ve spolupráci se slovenským Korešpondenčným matematickým seminárom pořádá česko-slovenskou týmovou matematickou soutěž Náboj a nově také další korespondenční seminář iKS, který je určen spíše pro zkušenější řešitele. Náboj se koná většinou v březnu nebo v dubnu, účastní se ho středoškoláci z České republiky a ze Slovenska. Další pravidelnou akcí, kterou MKS pořádá obvykle začátkem března, je tradiční jarní výlet.

## Soustředění
Soustředění je odměna pro 24 nejlepších účastníků korespondenční části. Každoročně se konají dvě týdenní soustředění – podzimní a jarní. Za jedno soustředění organizátoři MKS odpřednáší okolo 30 přednášek na různá témata jako kombinatorika, geometrie, teorie čísel, ale také teorie množin, pravděpodobnost, teorie her anebo Jak uspět v matematické olympiádě. Pravidelně bývá vydán sborníček s texty k přednáškám, který je také zveřejněn na internetových stránkách MKS.
Přednášky nejsou jediná matematická aktivita, která se na soustředění provozuje. Obvykle zde probíhají matematické soutěže – Mecz a Náboj.  První z nich, Mecz, je soutěž dvou družstev proti sobě. Účastníci soustředění jsou rozděleni podle zkušeností a matematických schopností. Ti pak večer a někdy i přes noc řeší několik obtížnějších úloh a ráno prezentují své výsledky. Druhou soutěží je Náboj. Probíhá obdobně jako samostatná matematická soutěž Náboj a účastníci v ní zužitkují všechno, co se naučili během přednášek.
Pro odlehčení je ve zbytku času připraven i program, který se netýká matematiky.

## Úspěchy řešitelů a organizátorů

### Matematická olympiáda
Řešitelé MKS jsou pravidelnými účastníky matematické olympiády. Aktivní řešitelé (tj. ti, co získali během své účasti v soutěži alespoň 50 bodů) na mezinárodní matematické olympiádě v letech 2000–2011 obdrželi 1 zlatou medaili, 10 stříbrných, 23 bronzových a 17 čestných uznání z celkového počtu 1  zlaté, 10 stříbrných, 27 bronzových a 20 čestných uznání. Vítězové celého ročníku MKS byli vysoce úspěšní: 
- Matěj Doležálek (2017) - 1 bronzová medaile
- Danil Koževnikov (2015, 2016) - 1 stříbrná, 1 bronzová medaile
- Pavel Turek (2014) - 1 zlatá, 3 bronzové medaile
- František Couf (2013)
- Radovan Švarc (2012) - 3 bronzové medaile
- Štěpán Šimsa (2011) - 1 zlatá medaile, 1 bronzová
- Anh Dung Le (2009, 2010) - 1 stříbrná medaile
- Miroslav Koblížek (2008) - 1 čestné uznání
- Miroslav Olšák (2006, 2007) - 1 bronzová medaile
- Zbyněk Konečný (2004, 2005) - 2 bronzové medaile
- Jan Moláček (2002) - 2 stříbrné medaile, 1 bronzová
- Martin Tancer (2001) - 2 bronzové medaile

I v domácí matematické olympiádě patří řešitelé MKS mezi úspěšné. V celostátním kole se podle počtu účastníků vyhlašuje 8 až 11 vítězů, ze kterých se vybírají účastníci mezinárodní matematické olympiády (IMO). V roce 2008 bylo z 9 vítězů 6 řešitelů MKS, v roce 2009 8 z 11, v roce 2010 8 z 11 a v roce 2011 dokonce 10 z 11.

### Další úspěchy
Za roky fungování MKS prošla řadami jeho řešitelů a organizátorů spousta zajímavých matematických osobností. Zde uvádíme malou část z nich.
- Prof. RNDr. Radek Erban, PhD MA, je nyní profesorem matematiky na univerzitě v Oxfordu[5], hostující profesor na univerzitě v Cambridge[6], 60 publikovaných článků, získal cenu Phillipa Leverhulma a Royal Society University Research Fellowship.[7]
- Prof. RNDr. Jan Malý, DrSc. byl zaměstnanec Katedry matematické analýzy MFF UK, Profesorský titul, přes 53 publikovaných článků.[8]
- Doc. Mgr. Libor Barto, PhD, postdoktorské studium McMaster University v Kanadě, ERC Grant - Symmetry in Computational Complexity, 2 stříbrné medaile na IMO, první cena na vysokoškolské International Mathematics Competition.[9]
- Doc. RNDr. Stanislav Hencl, PhD je nyní zaměstnanec Katedry matematické analýzy MFF UK, Profesorský titul, 33 publikovaných článků.[10]
- Doc. RNDr. Martin Klazar, Dr. je nyní zaměstnanec Katedry aplikované matematiky MFF UK, Docentský titul, 43 publikovaných článků, pracoval na Univerzitách v Bonnu a Arizoně.[11]